# 曹大埜
曹大埜（1535年—？年），字仲平，號荔溪，四川重慶府巴縣人，民籍，明朝政治人物。

## 生平
由縣學生中式嘉靖三十七年（1558年）戊午科四川鄉試第六十二名舉人，隆庆二年（1568年）戊辰科會試第十四名，第三甲第一百四十一名进士，授祁门县知县，隆慶五年正月以賢能卓異賜衣一襲、鈔百錠，以朝覲至者，仍宴於禮部。九月選授戶科給事中，次年三月疏論大學士高拱大不忠十事，贬陝西乾州判官。累升阳曲知县、礼部祠祭司署员外郎事主事。
万历元年（1573年）九月，升任山西提學僉事，丁憂歸。万历五年正月，復任湖廣僉事，十一月升光祿寺少卿。万历八年七月升任應天府府尹；万历十年四月，任都察院右僉都御史、巡抚江西，晋右副都御史，十二年二月被河南道御史王九仪弹劾为张居正之黨，遂令冠带闲住

## 家族
曾祖曹文德，贈刑部主事；祖曹勑，刑部员外郎；父曹汴，浙江布政司左参政。嫡母鄧氏（封安人）；生母段氏。兄曹大倫；曹大田；曹大川（刑部郎中）。
| 官衔          | 官衔                                      | 官衔          |
| ------------- | ----------------------------------------- | ------------- |
| 前任： 桂天祥 | 明朝直隸祁門縣知縣 隆慶二年（1568年）上任 | 繼任： 廖希元 |

## 外部連結
- 曹家巷、韩府 （页面存档备份，存于）